# 長刺泰氏魨
長刺泰氏鲀（学名：Tylerius spinosissimus）为輻鰭魚綱魨形目四齒魨亞目四齒鲀科泰氏鲀属的鱼类。分布于印度西太平洋區，從南非至印尼、澳洲北部海域，属于暖水性鱼类，棲息深度250-435公尺，體長可達12公分。